# Sillnäs naturreservat
Sillnäs naturreservat är ett naturreservat belägen på en udde med samma namn på sydvästra Listerlandet i Sölvesborgs kommun.
Reservatet är skyddat sedan 2015 och omfattar 117 hektar varav 44 land. I reservatet finns strandvallar, bokskog och hagmarker.